# Moshe Szyf
Moshe Szyf est généticien et professeur au département de Pharmacologie et Thérapeutiques de l'Université McGill, où il a également obtenu un GlaxoSmithKline-IRSC de la chaire de pharmacologie.
Ses principaux intérêts de recherche sont l'épigénétique, notamment l'épigénétique comportementale, ainsi que la recherche sur le cancer, en lien avec la méthylation qui module la régulation de l'expression de l'ADN.

## Éducation et carrière
Szyf a reçu son Ph. D. de l'Université hébraïque sur les mécanismes de base de la méthylation de l'ADN, sous la supervision d'Aharon Razin. Par la suite, il a effectué un stage postdoctoral à l'École de médecine de Harvard. En 1989, il a été nommé professeur assistant en pharmacologie et en thérapeutique à l'Université McGill.
En 2016, Moshe Szyf a fondé l'entreprise Montréal EpiTerapia Inc.

## Publications
Livres
- Moshe Szyf, DNA Methylation and Cancer Therapy, Springer, 2005,  (ISBN 978-0306478482)
- Moshe Szyf, Fundamentals of Epigenetics, Cambridge University Press,  (ISBN 978-0521898379)

Articles
En octobre 2013, Moshe Szyf a publié plus de 140 articles dans des revues à comité de lecture, presque tous sur l'épigénétique. Il fait également partie du comité de rédaction du journal Environnemental Epigenetics, publié par Oxford University Press.
Szyf est également titulaire de nombreux brevets, tous liés à l'épigénétique à visées thérapeutiques.